# Blue Cheer
Blue Cheer – amerykańskie trio psychodeliczne powstałe w 1967 w San Francisco, blisko związane z ruchem hippisowskim. W 2009 roku po śmierci Dickie Petersona grupa została rozwiązana.

## Historia
W wolnym tłumaczeniu nazwa zespołu znaczy: „smutny wiwat”. Mówiono tak na LSD.
Członkami grupy byli m.in.: Dickie Peterson (basista i wokalista), Leigh Stephens i Duck McDonald (gitarzyści), Paul Whaley (perkusista). Trio było jedną z pierwszych formacji, które psychodelicznego rocka opartego na mocnym przesterze gitary łączyły z bluesem i ciężkim graniem hard rocka.
Brzmienie Blue Cheer było ubogie, ascetyczne, lecz hałaśliwe. Grupę stawia się w szeregu najważniejszych zespołów undergroundowych mających wpływ na kształtowanie się m.in. hard rocka, heavy metalu i licznych jego odmian; niektórzy stawiają zespół w gronie prekursorów punk rocka.
Najbardziej znanymi utworami grupy są: Peace of Mind oraz Summertime Blues.

## Dyskografia
Źródło.
- Vincebus Eruptum (1968, PolyGram)
- Outsideinside (1968, PolyGram)
- New! Improved! Blue Cheer (1969, Philips Records)
- Blue Cheer (1969, Philips Records)
- The Original Human Being (1970, Philips Records)
- Oh! Pleasant Hope (1971, Philips Records)
- The Beast Is Back (1985, Megaforce Records)
- Blitzkrieg Over Nuremberg (1989, Magnum Records)
- Highlights & Low Lives (1990, Thunderbolt Records)
- Dining With the Sharks (1992, Nibelung Records)
- Hello Tokyo, Bye Bye Osaka – Live In Japan 1999 (2003, Track Records)
- Bootleg: Live – Hamburg – London (2005, Rockview Records)
- What Doesn’t Kill You... (2007, Rainman Records)

Kompilacje
- Motive – Blue Cheer (1969, Philips Records)
- Louder than God: The Best of Blue Cheer (1986, Rhino Records, Warner Music Group)
- Good Times are so Hard to Find: The History of Blue Cheer (1990, Island Records, Mercury Records)
- The Best of Yesteryear (1990)